# D.J. Opperman
Pour les articles homonymes, voir Opperman.
Diederik Johannes Opperman (né le 29 septembre 1914 et mort 22 septembre 1985) est un écrivain et un poète d'Afrique du Sud, issu de la communauté afrikaner. 

## Biographie
D.J. Opperman est né le 29 septembre 1914 à Dundee dans la province du Natal. 
Après une scolarité à Estcourt et Vryheid, il poursuit des études supérieures à l'université du Natal où il soutient une thèse de doctorat. En 1935, il devient enseignant à Pietermaritzburg. 
En 1942, il épouse l'écrivaine Marié van Reenen avec laquelle il aura 3 filles : Heila, Trienke et Diederi. 
Il poursuit sa carrière d'enseignant à Johannesburg en 1945. Il publie alors son premier recueil de poème Heilige beeste. 
De 1946 à 1948, il est éditorialiste au journal de langue afrikaans Die Huisgenoot au Cap et co-éditorialiste à Standpunte (Point de vue) à partir de 1947. 
C'est en 1947 qu'il remporte le prix Hertzog, délivré par l'Académie sud-africaine des sciences et des arts, pour Heilige beeste. Il remporte encore ce prix honorant la littérature de langue afrikaans en 1956, 1969 et 1980.
En 1949, il est recruté comme maitre enseignant en afrikaans et néerlandais à l'université du Cap. C'est à cette époque qu'il rédige sa principale œuvre Digters van Dertig consacrée aux poètes années 1930. 
En 1954, il remporte le prix Hofmeyer (qu'il remporte encore en 1966 et 1980) ainsi que d'autres distinctions tout au long de sa carrière. En 1956, il effectue son premier grand voyage en Europe grâce à la bourse Rembrandt. 
En 1957, son conte de Noël fait scandale parce qu'il fait le récit de la naissance d'un enfant Jésus de couleur dans un faubourg du Cap.
De 1960 à 1975, il est professeur d'afrikaans à l'université de Stellenbosch. 
En 1976, Dirk Opperman se retrouve plongé dans le coma pendant 7 mois. Il survit et décrira cette expérience quelques années plus tard dans Uit 'n bamboesstok. 
Il décède le 22 septembre 1985 à Stellenbosch peu de temps après avoir remporté le prix de la critique littéraire Gustav-Preller.

## Distinctions
- Docteur honoris causa de l'université du Natal (1968)
- Docteur honoris causa de l'université de Stellenbosch (1976)
- Docteur honoris causa du l'université du Cap (1980)
- Docteur honoris causa de l'université de Pretoria (1982)

## Œuvres

### Poèmes
- Heilige Beeste, 1945
- Negester oor Ninivé, 1947
- Joernaal van Jorik, 1949
- Engel uit die Klip, 1950
- Blom en Baaierd, 1956
- Dolosse, 1963
- Kuns-mis, 1964
- Edms. Bpk., 1970
- Komas uit ’n bamboesstok, 1979
- Sonklong oor Afrika (posthume), Tafelberg, 2000

### Versets
- Periandros van Korinthe, 1954
- Vergelegen, 1956
- Voëlvry, 1968

### Études littéraires
- Die Afrikaanse kritiek tot 1922 (thèse de 3e cycle)
- Digters van Dertig, 1953 (thèse de doctorat)
- Wiggelstok
- Naaldekoker, 1974
- Verspreide opstelle